# 小行星6570
小行星6570（英語：6570 Tomohiro）是一颗围绕太阳公转的小行星。1994年5月6日，圓舘金、渡邊和郎在北见发现了此天体。
这颗小行星的绝对星等为323.82835等。